# Miloš Beleslin
Miloš Beleslin (Sereg, 8 settembre 1901 – Novi Sad, 7 marzo 1984) è stato un calciatore jugoslavo, di ruolo difensore.